# Fortim Bass
O Fortim Bass está localizado na Ilha dos Guedes 9° 03′ 42″ S, 35° 23′ 18″ O, em Porto Calvo, município situado a 96 km ao norte de Maceió.
Sua descoberta se deu em 2015, após uma pesquisa arqueológica encomendada pelo Instituto do Patrimônio Histórico e Artístico Nacional (IPHAN) para estudar o Rio Manguaba.

## Descoberta
O projeto inicial era georeferenciar com coordenadas de GPS os pontos que tiveram importância histórica no processo das Invasões Holandesas em Alagoas. Foram comparados os desenhos holandeses da época com os mapas atuais para a localização de portos, engenhos, povoações e etc., desde Porto de Pedras, desembocadura do Rio Manguaba, até Porto Calvo.
As pesquisas arqueológicas, no entanto, acabaram por  revelar um Fortim de Barro Holandês do século XVII e que se encontrava soterrado. O achado ocorreu na Ilha do Guedes, numa fazenda particular, em meio ao Rio Manguaba, principal via hídrica por onde escorria a produção açucareira exportada então para a Europa e ainda hoje seu acesso só é possível por meio de barco. 
A edificação foi feita em barro porque não existiam muitas fortes de pedra na região e o transporte era escasso na época. Por outro lado, do ponto de vista militar era mais estratégico possuir muros de barro, pois as balas não ricocheteavam, penetravam no barro e ali ficavam encravadas.
O fortim de terra holandês ocupa uma área de 472,37 m² e se manteve completo até sua descoberta devido a vários fatores, entre eles a erosão que destruiu parte de seus parapeitos e contribuiu para aterrar o fosso. Desta forma, ele se manteve intacto.  Após as escavações, foram encontrados um fosso duplo, uma escarpa e uma contraescarpa (lados interno e externo de uma vala ou fosso usado em fortificações), o parapeito e a praça de armas. Era uma forte com quatro meios baluartes, todos com um flanco do sentido anti-horário. O flanco tinha a função de defender o forte de um possível ataque no qual os inimigos estariam dentro do fosso Ele é o forte interno mais completo e único do país.

## Construção
O forte foi construído pelos holandeses em 1640 devido ao ataque a Porto Calvo. Durante sua construção, as terras alagoanas eram pertencentes a Pernambuco.

## Revelação ao público
A  descoberta do Forte Bass foi tornada pública em março de 2015 durante o 1º Fórum de Arqueologia de Alagoas Período Ibérico/Holandês, ocorrido na cidade de Penedo.
Desde então o Iphan vinha ressaltando que o órgão pretendia restaurar o forte e transformar o local em um parque de visitação arqueológica. A pesquisa contou também com a parceria da Universidade Federal de Pernambuco (UFPE).

## Restauração
A restauração do Forte Bass começou no dia 19 de novembro de 2017. Segundo alguns estudos, o reduto seria um provável acampamento de Johannes Lichthart, que foi um almirante holandês, que esteve no Brasil  a serviço da Companhia das Índias Ocidentais, no século XVII.
Em 2019, o fortim foi entregue pelo iphan à Prefeitura de Porto Calvo, para ser reinaugurado.
O Forte Bass faz parte de um conjunto de sítios arqueológicos no Norte de Alagoas que reflete toda a ocupação holandesa, como a disputa do território por questões econômicas no século XVII. Ele fica em uma área fluvial e funcionou como ponto estratégico para os holandeses durante a guerra.

## Importância Estratégica
Embora obviamente uma fortificação menor, o Forte Bass possuía importância estratégica relevante. À época da ocupação holandesa na região, as tropas holandesas que efetuavam o cerco de Porto Calvo necessitavam de apoio logístico. Principalmente de munição e mantimentos. 
O responsável pela descoberta arqueológica, Dr.Marcos Albuquerque, conta que “Nassau determinou a construção de uma estrutura logística na Ilha do Guedes onde ficavam os armamentos, munição e, sobretudo, a chamada ‘munição de boca’, ou seja, os alimentos para a tropa”.
Em Porto Calvo, entre 1637 e 1645, ocorreram cercos e batalhas que alternaram a posse da cidade diversas vezes, até que a campanha conduzida pelo conde Maurício de Nassau, após batalha decisiva, o conquistou, expulsando as tropas portuguesas para a Bahia.
Se os portugueses  se vangloriam da grande Batalha dos Guararapes, para os holandeses o grande triunfo aconteceu na área que compreende os municípios de Porto Calvo e Porto de Pedras, a exemplo das batalhas de Mata Redonda (Porto de Pedras) e Comandatuba (Porto Calvo), justamente onde está localizado o Forte Bass.
A pesquisa arqueológica identificou, ainda, outros dois fortins em Porto Calvo e ratificou a existência de uma fortificação portuguesa no Alto da Forca, onde hoje se encontra instalado o Hospital Municipal São Sebastião, local onde Domingos Fernandes Calabar foi morto por garroteamento.
Segundo o Professor Guedes de Miranda, em sua obra Holandeses em Porto Calvo, as bases de uma fortificação principal holandesa estariam hoje soterradas sob aquela cidade.

## Educação Patrimonial
Para promover a educação patrimonial sobre o tema, já foram realizadas ações com a comunidade civil e com os agentes da comunicação local, com o intuito de inserir a população no processo de valorização e preservação do reduto da Ilha do Guedes. Os temas abordados nos encontros foram o resultado do estudo etno-histórico, a importância do bem e as expectativas da pesquisa.